# Kanton Moustiers-Sainte-Marie
Der Kanton Moustiers-Sainte-Marie war bis 2015 ein französischer Wahlkreis im Arrondissement Digne-les-Bains, im Département Alpes-de-Haute-Provence und in der Region Provence-Alpes-Côte d’Azur. Er umfasste drei Gemeinden, sein Hauptort (frz.: chef-lieu) war Moustiers-Sainte-Marie. Die landesweiten Änderungen in der Zusammensetzung der Kantone brachten im März 2015 seine Auflösung. Seine letzte Vertreterin im conseil général des Départements war von 2001 bis 2015 Michèle Bizot-Gastaldi.

## Gemeinden
| Gemeinde               | Einwohner (Stand: 2022) | Code postal | Code Insee |
| ---------------------- | ----------------------- | ----------- | ---------- |
| Moustiers-Sainte-Marie | 695                     | 04360       | 04135      |
| La Palud-sur-Verdon    | 350                     | 04120       | 04144      |
| Saint-Jurs             | 137                     | 04410       | 04184      |